# Westlimburgisch

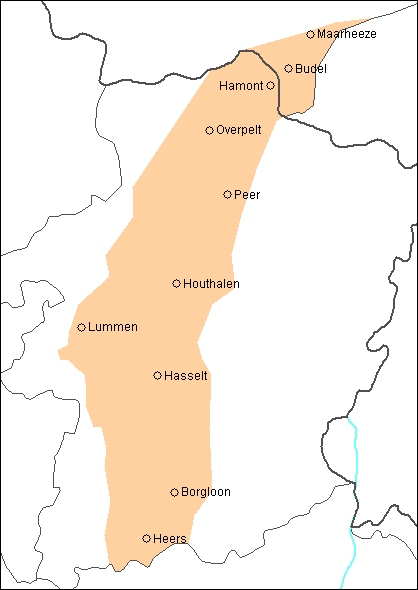
Westlimburgisches Sprachgebiet

Unter Westlimburgisch (niederländisch West-Limburgs) versteht man die limburgischen Dialekte vor allem aus Belgisch-Limburg, daneben aus den Niederlanden, die starken brabantischen Einfluss erfahren haben und sich dadurch stark vom Zentral- und Ostlimburgischen unterscheiden. Auch haben diese Dialekte deutlich weniger ripuarischen Einfluss (östliche, kölsche Eigenschaften, die das Limburgische zu dem machen, was es ist).

## Abgrenzung
Die Ostgrenze des Westlimburgischen – mit anderen Worten: die Grenze mit dem Rest der limburgischen Dialekte – wird durch vier Isoglossen begrenzt:
- Die Panninger Nebenlinie oder Genker Linie, die Grenze zwischen sχ- (nordwestlich) und š- (südöstlich) für das germanische anlautende sk-;[3]
- Die Doe-gij-Linie, die Grenze zwischen doe/dich als Personalpronomen;
- Die Brabantische Diphtongierungslinie, die Grenze zwischen huis (eine Variante), kruis und ijs westlich sowie hoes, kruus und ies östlich
- Die Grenze zwischen geschlossenen und offenen Realisationen von goed, bier (westlich) gegen good, beer (östlich).

Die Westgrenze des Westlimburgischen kommt zu einem großen Teil überein mit der Westgrenze des Limburgischen insgesamt. Hier geht die Sprache ins Brabantische über:
- Die Betonungslinie, die Grenze zwischen vorhandenem (östlich) und keinem inhaltlichen (westlich) Gegensatz zwischen Schleif- und Stoßton;
- Das Getebündel;
- Die Uerdinger Linie, die Grenze zwischen ich (südöstlich) und ik (nordwestlich).

Die hier beschriebenen Isoglossen nicht über die ganze Linie gleich. Manchmal verlaufen sie gleich in Form eines Bündels und manchmal (beispielsweise bei Tongern und Weert) verlaufen sie auseinander.

## Interne Unterschiede
Dadurch, dass die Isoglossen durcheinanderlaufen, sind innerhalb des westlimburgischen Sprachgebiets auch deutliche Unterschiede zu hören. Dabei sind auch noch andere sprachliche Unterschiede, die anders als die Isoglossenbündel verlaufen:
- Die limburgische Entrundung: In der Mitte der Provinz werden alle Vorderzungenvokale entrundet, am Rand ist dies nicht der Fall. So sagt man in Hasselt sletel und in Borgloon das gewöhnliche sleutel.
- Der Unterschied zwischen gij und dzjieë. Dzjieë wird im Süden, bis nach Hasselt und Herk-de-Stad, gebraucht; nördlich davon sagt man gij.

## Unterteilung
Nach Belemans und Keulen gliedert sich das Westlimburgische in folgende Unterdialekte:
- Dommellands, in den Gemeinden Cranendonck (Nordbrabant, Niederlande), Hamont-Achel, Pelt, Hechtel-Eksel und Peer. Die Dialekte von Cranendonck liegen östlich der ijs/ies-Linie, sie sagen dort also ies, hoes, kruus, neet und good. (In den anderen Dommellands-Dialekten sagen sie das nicht.)
- Demerkempens, in Houthalen-Helchteren, Heusden-Zolder, Zonhoven, Hasselt und Diepenbeek.
- Beringerlands, das sich dem Brabantischen zuneigt, in einem kleinen Gebiet, das aus Beringen besteht. Dies liegt westlich der Betonungslinie, so hat es keinen Strukturunterscheid zwischen Schleif- und Stoßton.
- Lonerlands, in den Gemeinden Alken, Kortessem, Wellen, Borgloon und Heers.

## Übergangsgebiete zu benachbarten Mundarten
Nach Goossens gibt es zwei Übergangsgebiete vom Westlimburgischen zu benachbarten Mundarten:
- das südbrabantisch-westlimburgische Übergangsgebiet bestehend aus Westgeteländisch (Tienen) und Ostgeteländisch (Beringen, St.-Truiden),
- und das westlimburgisch-zentrallimburgische Übergangsgebiet bestehend aus Tongerländisch (Tongeren, Lauw) und Bilzerländisch (Genk, Bilzen).